# Осадный нож
Оса́дный нож — рубяще-колющее холодное оружие.
Осадные ножи представляет собой видоизменение боевой косы. Представлял собой оружие, напоминающее одновременно алебарду и глефу, но большей (до 3 метров) длины. Наконечник (перо) имел вид широкой режущей поверхности, с массивным крюком, позволявшим цепляться за стены крепостей и забираться на них.
Осадный нож, называемый Фальшарда, применялся преимущественно в Германии, где он сохранялся до XVIII века.